# 타이탄 플레이
타이탄 플레이(TiTAN Play)는 타이탄플랫폼이 개발하고 서비스하는 스마트 콘텐츠 플랫폼이다.
동영상을 위주로 제공하는 기존의 플랫폼과는 달리 음원, 웹툰, VR, e-book 등 다양한 디지털 콘텐츠를 자유롭게 이용할 수 있으며, 사용자와 콘텐츠 창작자, 광고 클라이언트 등 이용자 모두가 만족하는 플랫폼 서비스를 지향하고 있다.
또한 타이탄 플레이에서 서비스되는 모든 콘텐츠는 타이탄플랫폼만의 핵심기술인 TCI(TiTANplatform Content Identifier)라는 권리 보호 기술이 적용되어 저작권의 보호가 가능하다.
이 기술을 기반으로 타이탄 플레이에 업로드 된 콘텐츠의 불법 다운로드, 불법 재생산 등을 원천적으로 차단하는 것은 물론 유통경로의 추적을 통해 콘텐츠 소비활동에서 생성되는 Big-Data를 창작자와 광고주에게 제공한다.
또한 TCI의 탄탄한 보호체계를 기반으로 한 '시크릿'은 사용자가 지정한 사람에게만 콘텐츠 재생권한을 부여하는 타이탄 플레이만의 킬러 서비스이다. 원치 않는 콘텐츠 확산을 방지하며 옵션에 따라 24시간 후에 재생 권한을 파기할 수도 있어 개인 사용자뿐 아니라 전문 크리에이터, 기업, 교육기관 등에서 업무나 유료 모델에 활용할 수 있도록 설계돼 있다. 2016년 3월 '윈벤션'이라는 브랜드명으로 공식 런칭하며 서비스를 시작했으며, 2017년 10월 13일 글로벌 통합 버전 '타이탄 플레이'로 새롭게 출시됐다. 실제로 2016년 6월에 개최된 세계 최대의 온라인 비디오 콘퍼런스인 제7회 비드콘에 국내 플랫폼 기업으로는 유일하게 참가해 미국의 콘텐츠 사업자와 크리에이터들에게 호평을 받기도 했다. 2017년 10월 4일에는 미국 LA에서 개최된 <Global Smart Home Device & Contents Tech Demo> 행사에서 타이탄 코어와 함께 소개되며 미국 시장 진출을 공식화했다.

### 기능
- 디지털 콘텐츠에 최적화된 어플리케이션: 동영상, 음원, 웹툰, e-book, VR 등 여러 유형의 디지털 콘텐츠를 타이탄 플레이 하나로 감상이 가능하다. 타이탄 플레이 콘텐츠 외에도 다양한 콘텐츠를 재생할 수 있는 확장성 높은 범용 플레이어로서 Windows, Mac, iOS, Android 등 주요 운영체제를 지원한다.
- 콘텐츠 권리보호: 타이탄 플레이에 콘텐츠를 업로드하면 자동으로 TCI가 삽입되어 불법 유출을 차단한다. 또한 실시간 모니터링을 통해 온라인 상의 콘텐츠 유통 현황을 확인할 수 있다.
- 차별화된 콘텐츠 서비스: 다원화된 소비자 취향을 반영하여, 개인이 직접 제작하는 UCC부터 프로급 아마추어가 제작한 PCC, 그리고 방송사나 영화 제작사 등 전문 크리에이터가 제작한 RMC까지 폭넓은 영상 콘텐츠 수급이 가능하다.
- 시크릿 기능: 콘텐츠를 공유할 대상과 기간을 직접 설정할 수 있는 시크릿 채널로 개인정보의 유출을 방지하며, 시크릿 채널을 기반으로 유료 채널 운영과 콘텐츠 대여 등 비즈니스 모델도 개발이 가능하다.
- 글로벌 오픈형 플랫폼: 타이탄 플레이는 누구나 자유롭게 자신의 콘텐츠를 공유 및 유통할 수 있는 오픈형 플랫폼이다. 멀티포스팅을 통해 한번에 다수의 SNS 포스팅이 가능하며, 한국과 동시에 미국, 중국, 동남아시아(싱가포르, 태국, 인도네시아, 베트남, 필리핀, 말레이시아) 등에 콘텐츠를 공유할 수 있다.

### 핵심 기술
타이탄 플레이는 타이탄플랫폼이 독자 개발한 TCI(TiTANplatform Content Identifier)기술을 탑재하고 있다. 이 기술은 사용자가 업로드하는 디지털 콘텐츠 내부에 TCI 식별코드를 삽입하여 해당 콘텐츠의 온라인 상 유통 경로를 추적하고 또한 인식코드 합치여부의 체크를 통해 불법 사용 및 불법 복제를 원천적으로 차단하기 위한 콘텐츠 보호기술로서 2014년 11월 대한민국에 특허 등록되었다. 대한민국 특허청 등록 번호는 10-1460410이다. 이 기술이 적용된 서비스를 이용하면 콘텐츠제공자가 콘텐츠파일의 적법한 배포 및 유통상황을 편리하게 확인할 수 있다. 또한 한번의 검색요청으로 식별코드를 이용한 검색, 사용자 입력정보를 이용한 검색, 메타데이터를 이용한 검색 등이 병행하여 진행되므로 콘텐츠파일의 배포상황을 광범위하게 확인할 수 있다. 이와 함께 적법한 콘텐츠와 부적법한 콘텐츠의 배포상황이 구분하여 제공되므로 불법적인 콘텐츠 배포상황을 확인하고, 배포자를 쉽게 추적하여 신고 등의 조치를 취할 수 있어 콘텐츠 제공자의 권리를 보호할 수 있다.

### 같이 보기
- 타이탄플랫폼
- 윈벤션

### 참조 문헌
- '디지털 콘텐츠의 오픈마켓 ‘윈벤션’, 콘텐츠의 자유로운 거래 가능해' - IT데일리 2015.11.09
- "콘텐츠도 공정거래 하세요" 디지털 콘텐츠 플랫폼 `윈벤션` - 디지털타임즈 2015.11.05
- 디지털콘텐츠 유통의 새로운 혁명, ‘윈벤션’ 하반기 출시 - 조선비즈 2015.08.11
- 타이탄플랫폼, 디지털 콘텐츠의 새로운 유통 구조를 제시 - 헤럴드경제 2015.08.10
- 타이탄플랫폼, 미국 샌프란시스코 UN 미래 포럼 참석 - 국민일보 2015.08.07
- 타이탄플랫폼, 글로벌 투자회사 Zarco Investment Group 과 계약 체결 - 머니투데이 2015.08.03
- 타이탄플랫폼, 세계 최대 방송장비 전시회 ‘NAB Show 2017’ 참가 - 파이낸셜뉴스 2017.04.26
- 동영상·웹툰 어디서든 업로드... 타이탄플랫폼, 유튜브에 도전장 - 중앙일보 2017.05.10
- OTT 춘추전국 시대…콘텐츠가 승패 가른다 - 이뉴스투데이 2017.07.05
- 결정장애 이제 그만! 알아서 찾아주는 추천 서비스 '인기' - EBN 2017.07.05
- "유튜브? 구글이 라이벌" 당찬 토종 플랫폼 [강소기업이 미래다⑪ 타이탄플랫폼] - ZDNet Korea 2017.09.29
- 타이탄플랫폼, 통합 스마트콘텐츠플랫폼 및 스마트홈디바이스 미국시장 진출 - 머니투데이 2017.10.11
- 타이탄플랫폼, 한·미·중 등 8개국 글로벌 플랫폼 서비스 오픈 - 전자신문 2017.10.16